# Huta Tarnawacka
Huta Tarnawacka – wieś w Polsce położona w województwie lubelskim, w powiecie tomaszowskim, w gminie Tarnawatka.
W latach 1975–1998 miejscowość administracyjnie należała do województwa zamojskiego.

## Części wsi
| SIMC    | Nazwa                   | Rodzaj    |
| ------- | ----------------------- | --------- |
| 0900956 | Kolonia Huta Tarnawacka | część wsi |

Wieś jest sołectwem w gminie Tarnawatka. Według Narodowego Spisu Powszechnego z roku 2011 wieś liczyła 183 mieszkańców.
W wieku XIX opis wsi i gminy Tarnawatka zawiera informację o nomenklaturze dóbr Tarnawatka, [w:] Słownik geograficzny Królestwa Polskiego, t. XII: Szlurpkiszki – Warłynka, Warszawa 1892, s. 179. zwanej Huta Szklana – następnie (1921) Huta, w skorowidzu miejscowości z roku 1933 już Huta Tarnawacka.
Wierni Kościoła rzymskokatolickiego należą do parafii Świętych Apostołów Piotra i Pawła w Tarnawatce.